# Hallasjön (Sjötofta socken, Västergötland)
Hallasjön är en sjö i Tranemo kommun i Västergötland och ingår i Ätrans huvudavrinningsområde.